# Carroll County (Mississippi)
 For alternative betydninger, se Carroll County. (Se også artikler, som begynder med Carroll County)
Carroll County er et county i den amerikanske delstat Mississippi. Carroll County blev grundlagt i 1833 og har et samlet areal på 1.643 km², hvoraf 1.626 km² er land. Carroll County er opkaldt efter Charles Carroll of Carrollton, den længstlevende af underskriverne af USAs uafhængighedserklæring.
Det administrative centrum i Carroll County er Carrollton, og den største by er Vaiden.